# Archon (Aisne)
Pour les articles homonymes, voir Archon.
Archon est une commune française située dans le département de l'Aisne en région Hauts-de-France.

## Géographie

### Communes limitrophes
|                     | Cuiry-lès-Iviers | Dohis       |
| Morgny-en-Thiérache | Archon (Aisne)   | Parfondeval |
| Chéry-lès-Rozoy     | Rozoy-sur-Serre  |             |

### Hydrographie
La commune est située dans le bassin Seine-Normandie. Elle est drainée par la rivière Brune, le cours d'eau 01 des Ognies, le cours d'eau 02 du Vivier, le fossé 01 de la commune d'Archon et le fossé 31 de la commune d'Archon,,.
La Brune, d'une longueur de 37 km, prend sa source dans la commune de Brunehamel et se jette  dans le Vilpion à Thiernu, après avoir traversé 20 communes.

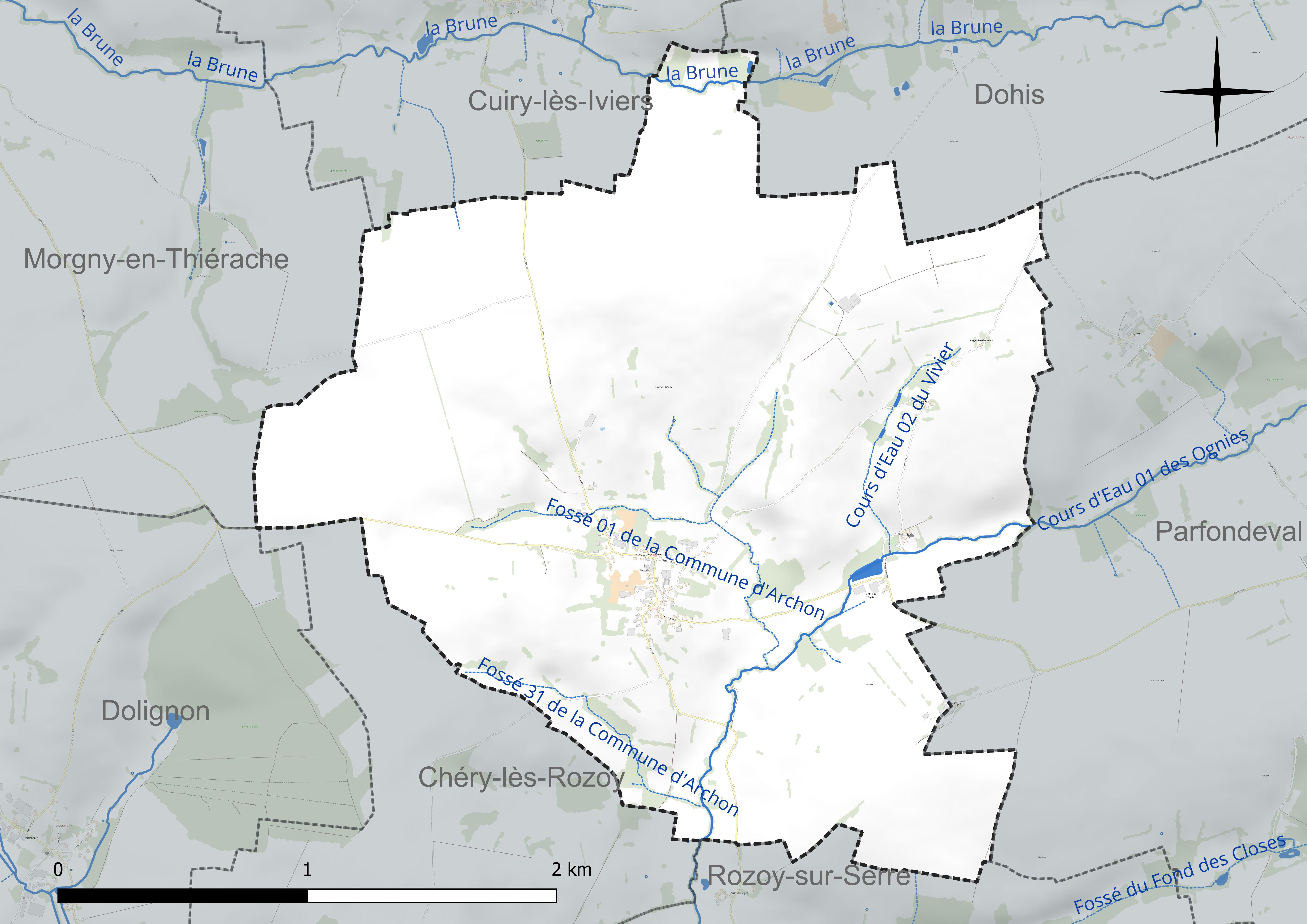
Réseau hydrographique d'Archon.

### Climat
Pour des articles plus généraux, voir Climat des Hauts-de-France et Climat de l'Aisne.
En 2010, le climat de la commune est de type climat des marges montargnardes, selon une étude du CNRS s'appuyant sur une série de données couvrant la période 1971-2000. En 2020, Météo-France publie une typologie des climats de la France métropolitaine dans laquelle la commune est exposée à un climat océanique altéré et est dans la région climatique Nord-est du bassin Parisien, caractérisée par un ensoleillement médiocre, une pluviométrie moyenne régulièrement répartie au cours de l'année et un hiver froid (3 °C).
Pour la période 1971-2000, la température annuelle moyenne est de 9,6 °C, avec  une amplitude thermique annuelle de 15,5 °C. Le cumul annuel moyen de précipitations est de 892 mm, avec 13,7 jours de précipitations en janvier et 9,5 jours en juillet. Pour la période 1991-2020 la température moyenne annuelle observée sur la station météorologique la plus proche, située sur la commune de Banogne-Recouvrance à 19 km à vol d'oiseau, est de 11,1 °C et le cumul annuel moyen de précipitations est de 773,4 mm,. Pour l'avenir, les paramètres climatiques de la commune estimés pour 2050 selon différents scénarios d'émission de gaz à effet de serre sont consultables sur un site dédié publié par Météo-France en novembre 2022.

## Urbanisme

### Typologie
Au 1er janvier 2024, Archon est catégorisée commune rurale à habitat dispersé, selon la nouvelle grille communale de densité à 7 niveaux définie par l'Insee en 2022.
Elle est située hors unité urbaine et hors attraction des villes,.

### Occupation des sols
L'occupation des sols de la commune, telle qu'elle ressort de la base de données européenne d'occupation biophysique des sols Corine Land Cover (CLC), est marquée par l'importance des territoires agricoles (94,7 % en 2018), une proportion identique à celle de 1990 (94,7 %). La répartition détaillée en 2018 est la suivante : 
terres arables (53,9 %), prairies (40,7 %), zones urbanisées (5,3 %).
L'évolution de l'occupation des sols de la commune et de ses infrastructures peut être observée sur les différentes représentations cartographiques du territoire : la carte de Cassini (XVIIIe siècle), la carte d'état-major (1820-1866) et les cartes ou photos aériennes de l'IGN pour la période actuelle (1950 à aujourd'hui).

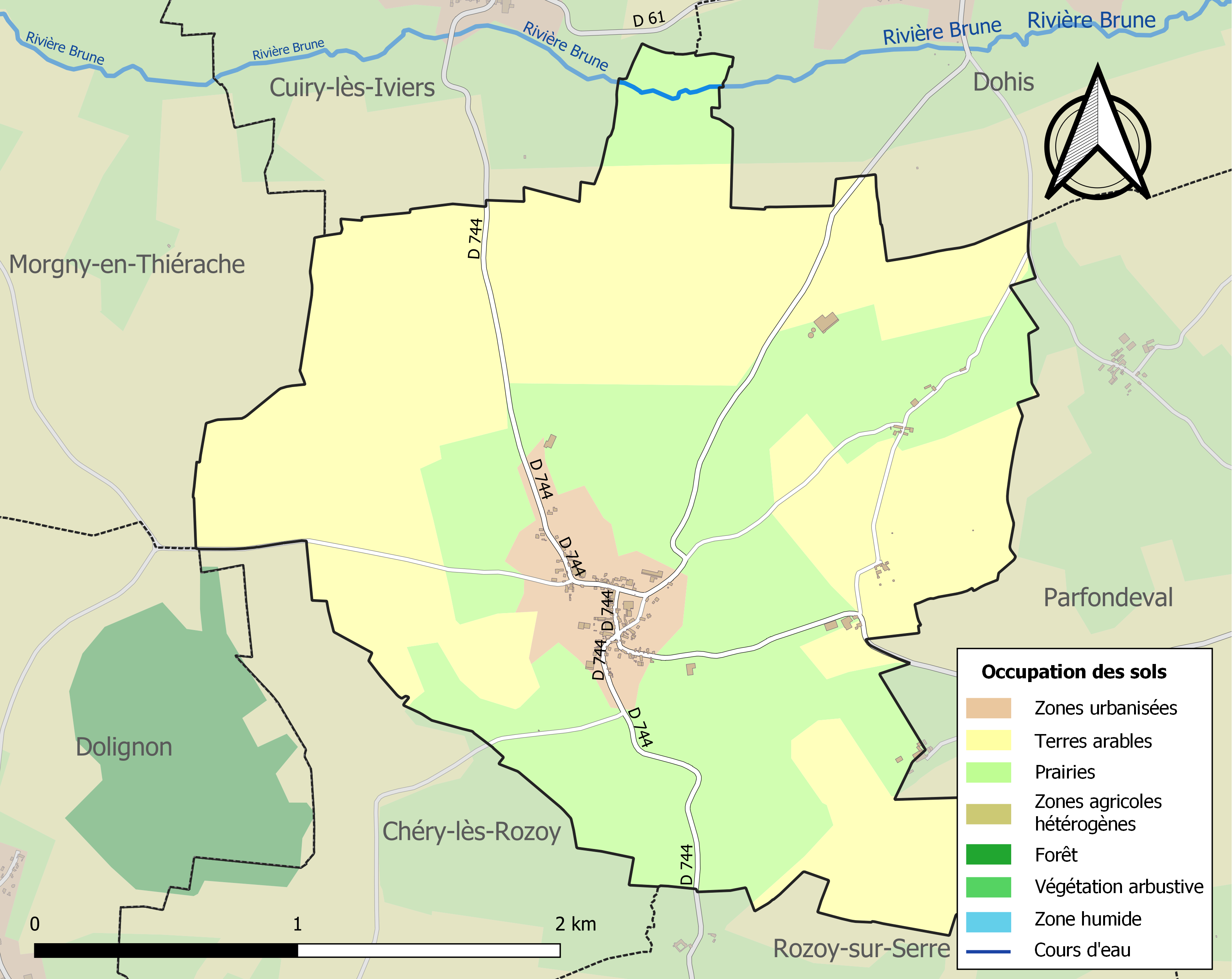
Carte des infrastructures et de l'occupation des sols de la commune en 2018 (CLC).

## Toponymie
Le nom de la localité est attesté sous les formes Archium en 1124, Archon et Archon en Thiérache en 1464, Arson en 1640, Arsou et Oignies en 1735, Archon-et-Oignies en 1745, Archon et Ogny en 1792.
Ce toponyme a pour signification :  « Petite arche de pont, pont aux petites arches ».

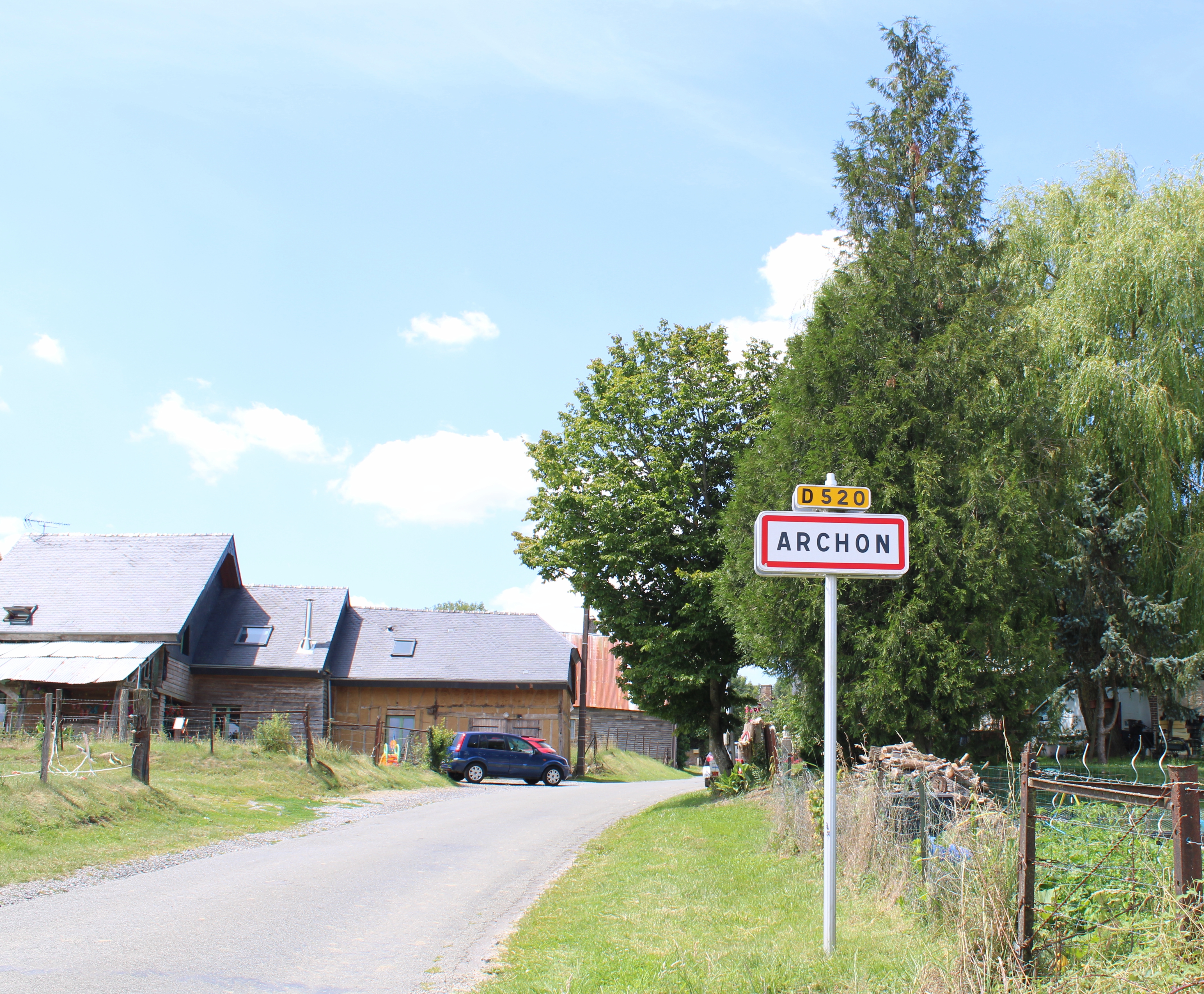
Entrée du village.
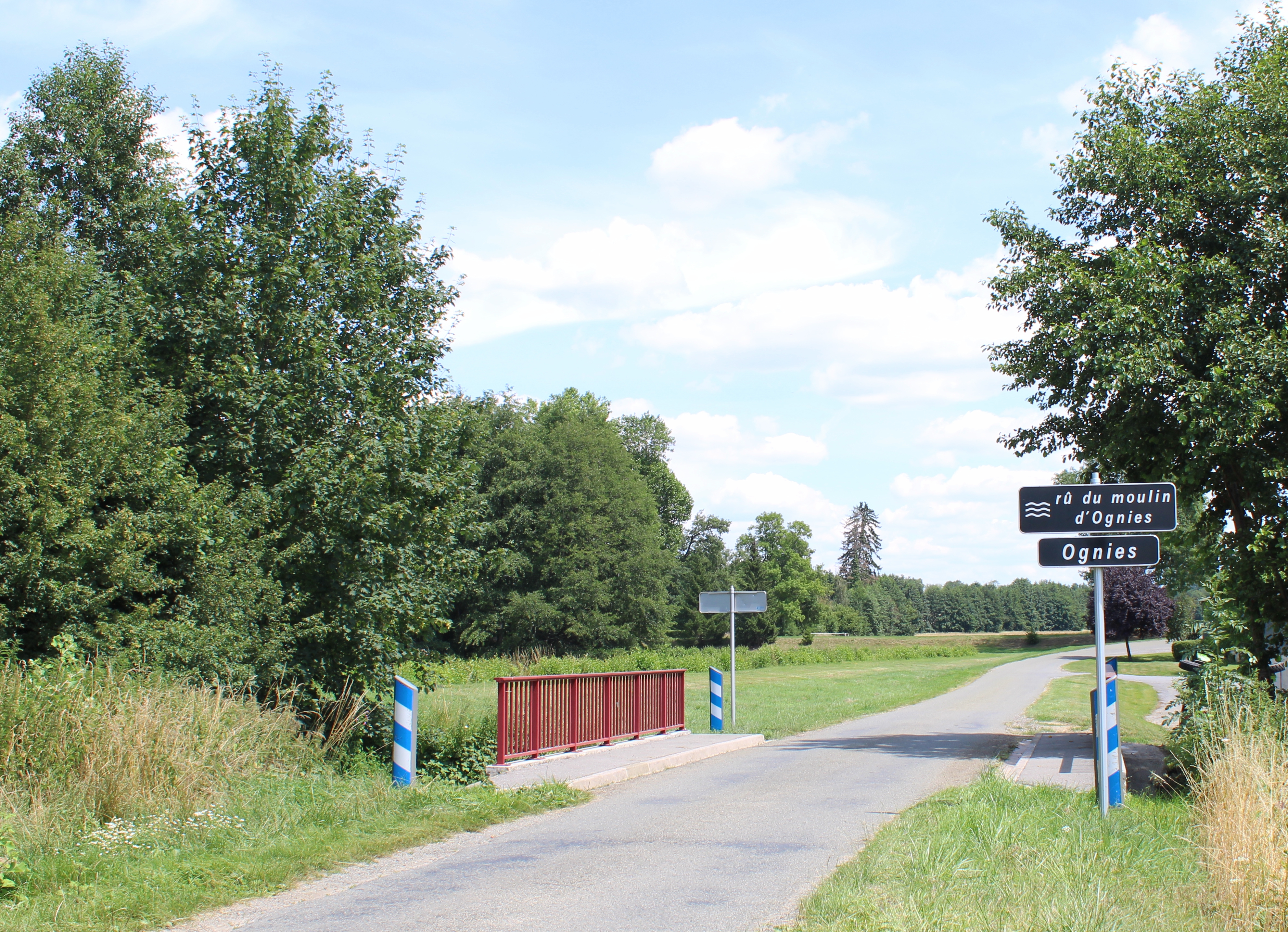
Le hameau d'Ognies et le ruisseau le rû du moulin d'Ognies.

## Histoire

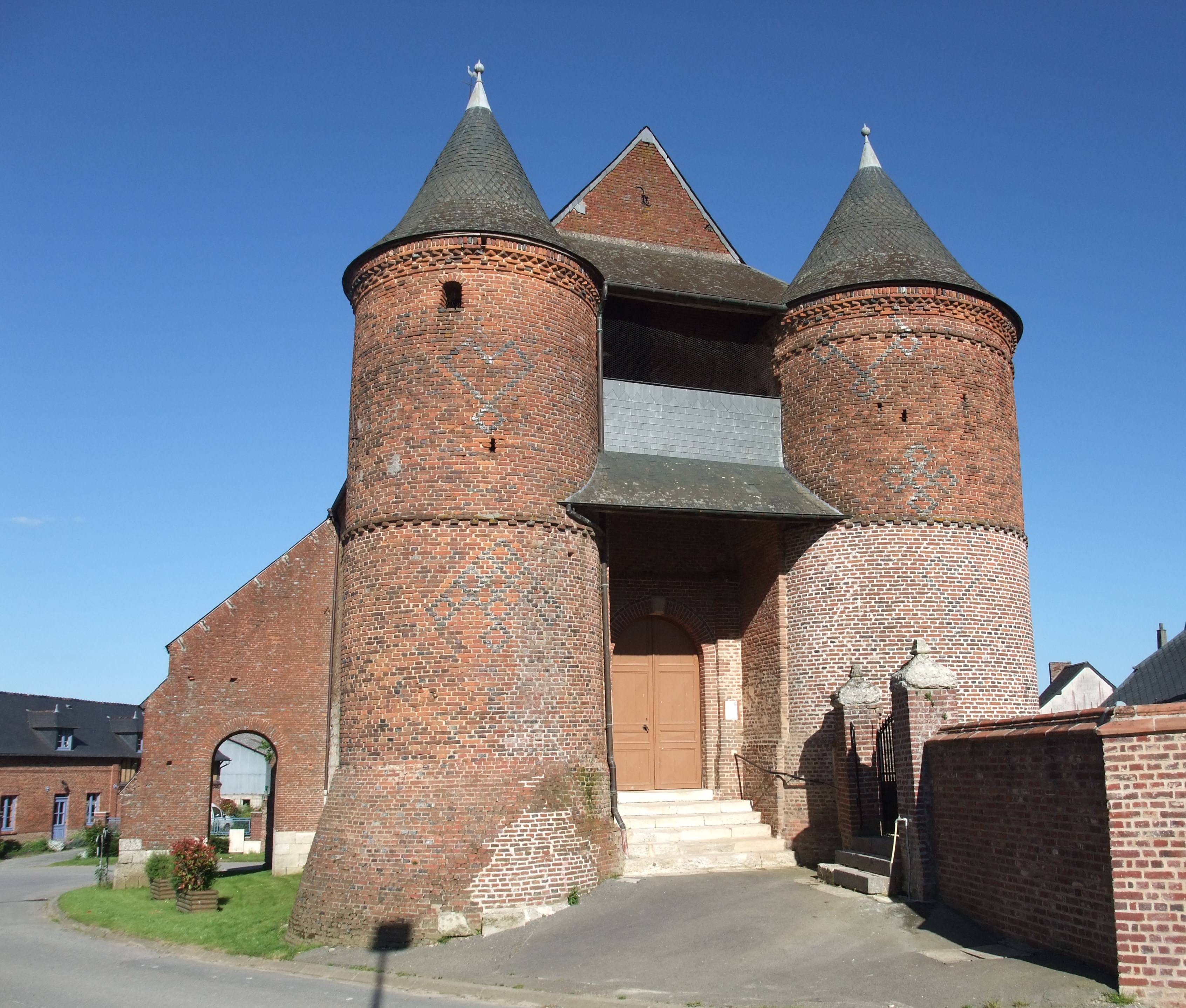
Église fortifiée d'Archon et ses deux tours.

On y a retrouvé des silex taillés du moustérien et des poteries romaines. Au XIIIe siècle, la seigneurie fut cédée aux abbayes Saint-Rémi de Reims et Saint-Vincent de Laon et au chapitre de Rozoy.
Le village a de belles maisons et des granges anciennes construites en bois et torchis. Archon possède un château privé et restauré, le château d'Ogny, édifice du XVIe/XVIIe siècle avec un logis carré flanqué de deux tours aux angles opposés, un portail carré, deux tours carrées. L'ancien moulin d'Ogny est devenu une ferme. L'église Saint-Martin est fortifiée. La façade est protégée par deux tours rondes de chaque côté de la porte et reliées par une passerelle, meurtrières et bretèche.

Patrie de Jean d'Ongnies abbé de La Valroy en 1394, de Pierre Antoine Menu (1769-1844) né à Archon le 2 novembre 1769 chevalier de la Légion d'honneur, et de Marcel Cury (1891-1984) historien local auteur du Glossaire d'Archon, Rozoy sur Serre et Parfondeval.
Archives : Les deux plus anciens actes d'état civil d'Archon, témoignent de baptêmes en l'église Saint-Martin, fin octobre 1660.
Le premier est celui d'une fille, Jeanne LENGRENE, le second de Jacques CURY fils de Simon CURY et Claude MENNESSON.
De 1660 à 1668, nous ne trouvons que des actes de baptême.
Apparaîtront ensuite les mariages. Le premier cité le 3 juillet 1668, est le mariage de deux veufs, Michel DUGARD et Marguerite LENGRENE, dont sont témoins Jean LENGRENE et Claude CHOLLET manouvriers et Louis de LABARRE.
Les inhumations enfin dès janvier 1669.
Antoinette BOUCHE est inhumée le 23 janvier, mais nous ne savons pas la date précise du décès ni son âge. Les témoins cités,
ses enfants Jacques et François JUMELET, permettent de savoir qu'Antoinette est adulte et l'épouse d'un certain JUMELET.
Les actes de décès et de mariages seront parfois plus riches en informations, permettant de remonter au début du XVIIe siècle, voire fin XVIe siècle. Ainsi le 20 février 1670 est inhumé Jean ROBINET âgé d'environ 85 ans, né donc vers 1585 sous le règne d'Henri III.
L'étude de ces documents aide à mieux tracer l'histoire des populations d'Archon sur 400 ans, donc à mieux comprendre les évolutions économiques et démographiques du village. Cette étude est en cours, elle s'appuie sur l'analyse des données suivantes :
a) L'évolution des naissances, mariages et décès de 1660 à 2010 (on a remarqué une très forte croissance de la population sous le Premier Empire, une chute très brutale de 1850 à 1900).
b) L'apparition et la disparition des patronymes : GRIMPRET, CURY, MENU, MARCHAND, LEFEVRE sont présents depuis au moins le milieu du XVIIe siècle, VILAIN depuis le début du XVIIIe siècle jusqu'à nos jours. LENGRENE, MENNESSON, FOULON, TAUTE… ne sont plus portés à Archon depuis longtemps.
c) Apparitions, disparitions d'activités (tisserand, laboureur, maréchal-ferrant, maître d'école, boulanger).

### Carte de Cassini
|  |  |  |

La carte de Cassini montre qu'au XVIIIe siècle, Archon est une paroisse située sur la rive droite du "Rû d'Ognies". Au nord est représentée la Ferme du Noir Bled (la ferme du Blé noir) qui doit être aujourd'hui le Gaec de la Petite Prée. Au nord-est sont représentés le hameau de Narion (Hameau de Navillon actuellement), le Château d'Ognies et le moulin.
État civil
Registres d'actes, 1660-1699 ; 1700-1749 ; 1750-1769 ; 1770-1789 ; 1790-1800 ; 1801-1819 (manque 1808) ; 1820-1835 ; 1836-1842 (reconstitué) ; 1843-1862 ; 1863-1892 (manque 1873-1882) ; lacune 1893-1918 (excepté 1913 qui est reconstitué) ; 1919-1956 ; 1957-1976. Tables, 1802-1952.
Actes retrouvés fin 2010 : actes 1789 – 1790, 1791, naissances 1793, an II, décès an III, naissances an V, décès an VIII, naissances an X, 2 naissances 1807, année 1808, 2 décès 1819, année 1835.
Population, économie sociale, statistique
Recensements : an IV (hommes de plus de 12 ans) 1836-1906, 1926, 1931, 1936, 1954, 1962.
Par arrêté préfectoral du 20 décembre 2016, la commune est détachée le 1er janvier 2017 de l'arrondissement de Laon pour intégrer l'arrondissement de Vervins.

## Politique et administration

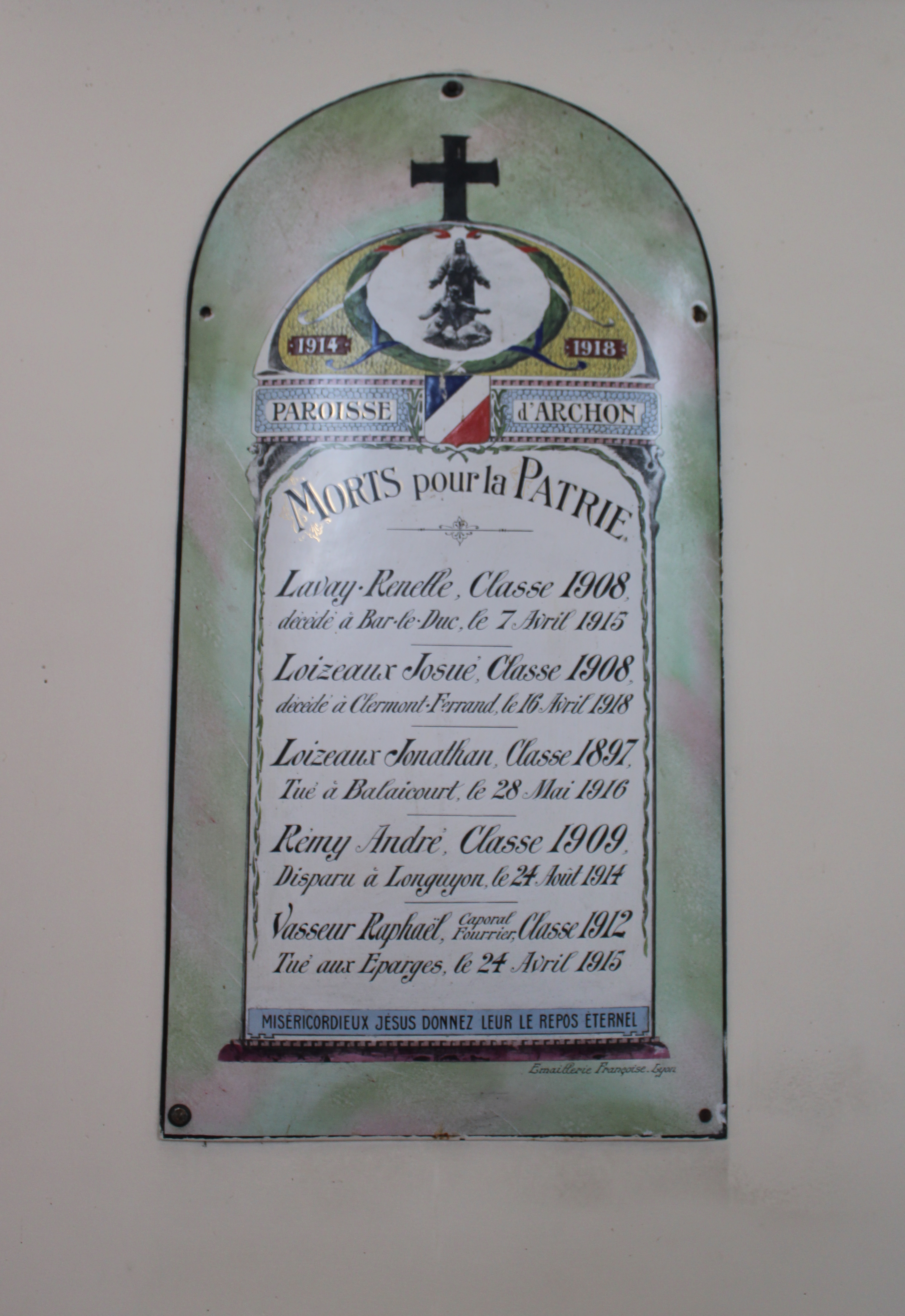
Plaque Hommage aux soldats de la Guerre 14-18.

### Découpage territorial
La commune d'Archon est membre de la communauté de communes des Portes de la Thiérache, un établissement public de coopération intercommunale (EPCI) à fiscalité propre créé le 22 décembre 1997 dont le siège est à Rozoy-sur-Serre. Ce dernier est par ailleurs membre d'autres groupements intercommunaux.
Sur le plan administratif, elle est rattachée à l'arrondissement de Vervins, au département de l'Aisne et à la région Hauts-de-France. Sur le plan électoral, elle dépend du  canton de Vervins pour l'élection des conseillers départementaux, depuis le redécoupage cantonal de 2014 entré en vigueur en 2015, et de la première circonscription de l'Aisne  pour les élections législatives, depuis le dernier découpage électoral de 2010.

## Démographie
L'évolution du nombre d'habitants est connue à travers les recensements de la population effectués dans la commune depuis 1793. Pour les communes de moins de 10 000 habitants, une enquête de recensement portant sur toute la population est réalisée tous les cinq ans, les populations de référence des années intermédiaires étant quant à elles estimées par interpolation ou extrapolation. Pour la commune, le premier recensement exhaustif entrant dans le cadre du nouveau dispositif a été réalisé en 2006.

En 2022, la commune comptait 77 habitants, en évolution de −13,48 % par rapport à 2016 (Aisne : −1,97 %, France hors Mayotte : +2,11 %).
| 1793 | 1800 | 1806 | 1821 | 1831 | 1836 | 1841 | 1846 | 1851 |
| ---- | ---- | ---- | ---- | ---- | ---- | ---- | ---- | ---- |
| 329  | 370  | 384  | 398  | 388  | 388  | 389  | 376  | 362  |

| 1856 | 1861 | 1866 | 1872 | 1876 | 1881 | 1886 | 1891 | 1896 |
| ---- | ---- | ---- | ---- | ---- | ---- | ---- | ---- | ---- |
| 323  | 298  | 278  | 258  | 234  | 231  | 221  | 205  | 228  |

| 1901 | 1906 | 1911 | 1921 | 1926 | 1931 | 1936 | 1946 | 1954 |
| ---- | ---- | ---- | ---- | ---- | ---- | ---- | ---- | ---- |
| 230  | 222  | 224  | 175  | 187  | 178  | 162  | 157  | 143  |

| 1962 | 1968 | 1975 | 1982 | 1990 | 1999 | 2006 | 2011 | 2016 |
| ---- | ---- | ---- | ---- | ---- | ---- | ---- | ---- | ---- |
| 154  | 146  | 128  | 118  | 87   | 83   | 92   | 85   | 89   |

| 2021 | 2022 | - | - | - | - | - | - | - |
| ---- | ---- | - | - | - | - | - | - | - |
| 79   | 77   | - | - | - | - | - | - | - |

## Culture locale et patrimoine

### Lieux et monuments
- Le cadran de 1820 et la citation de l'instituteur Prévost : « La gloire du monde passe comme l'ombre ».

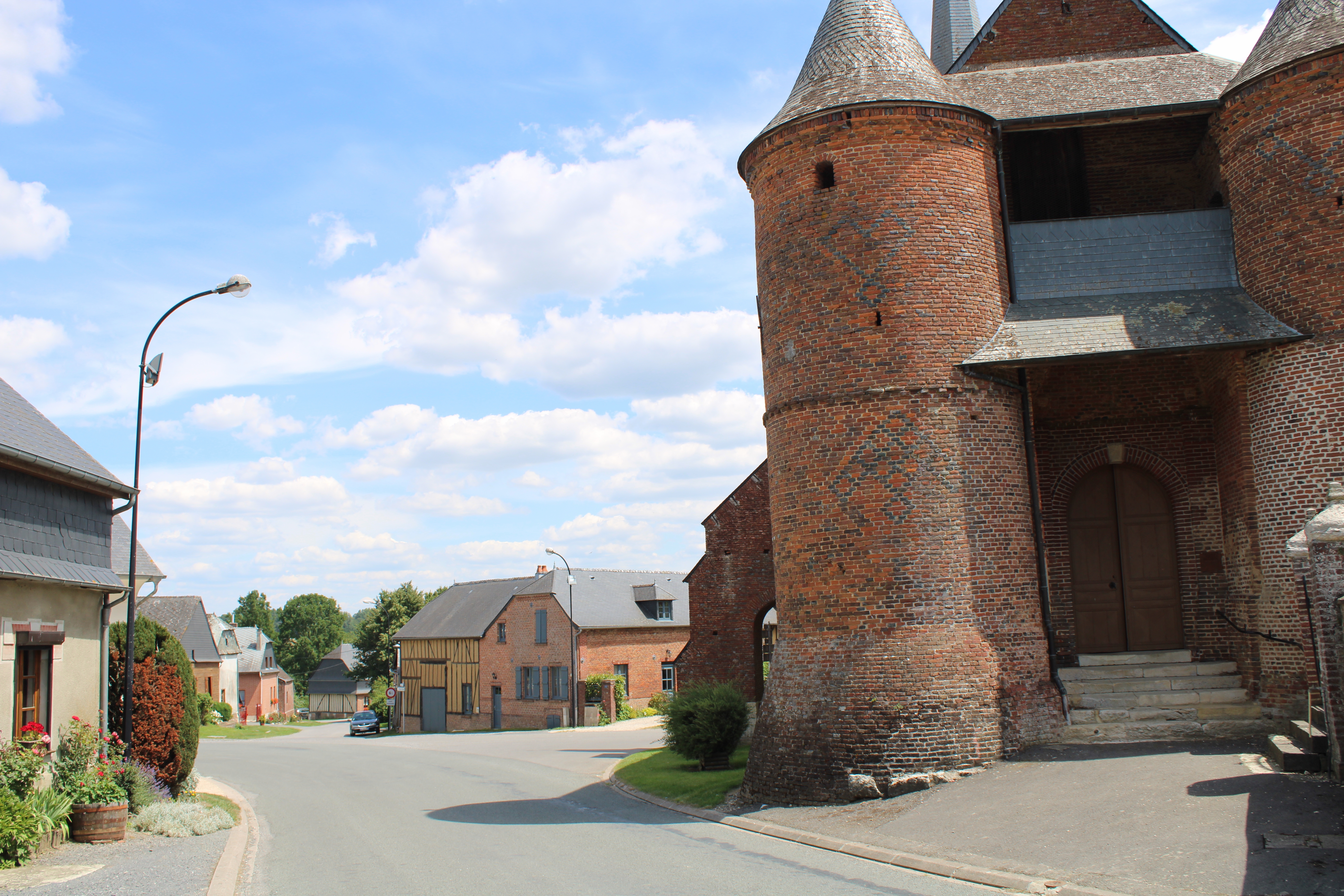
La place de l'église.
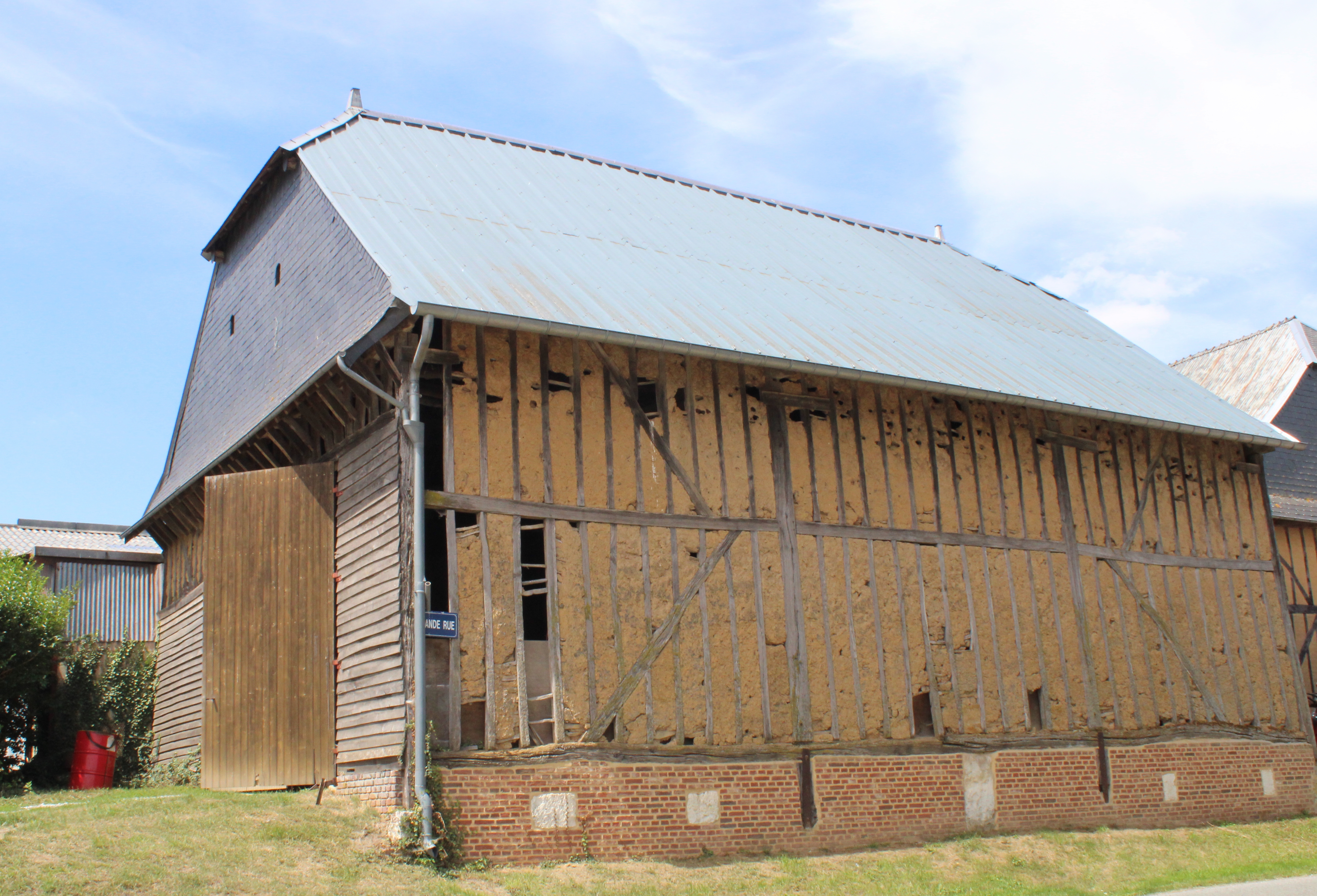
Vieille grange aux murs de torchis.
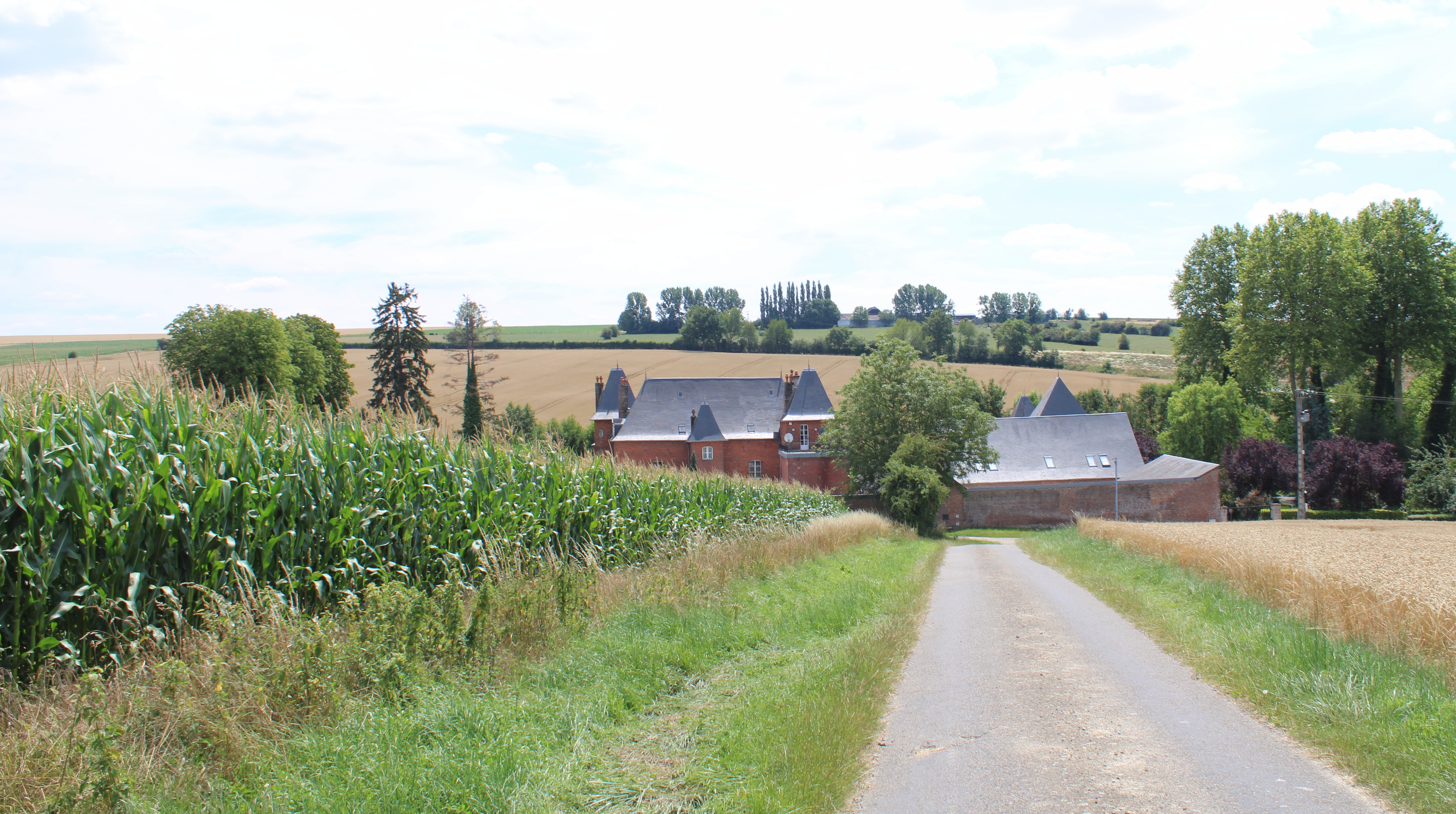
Le château d'Ognies.
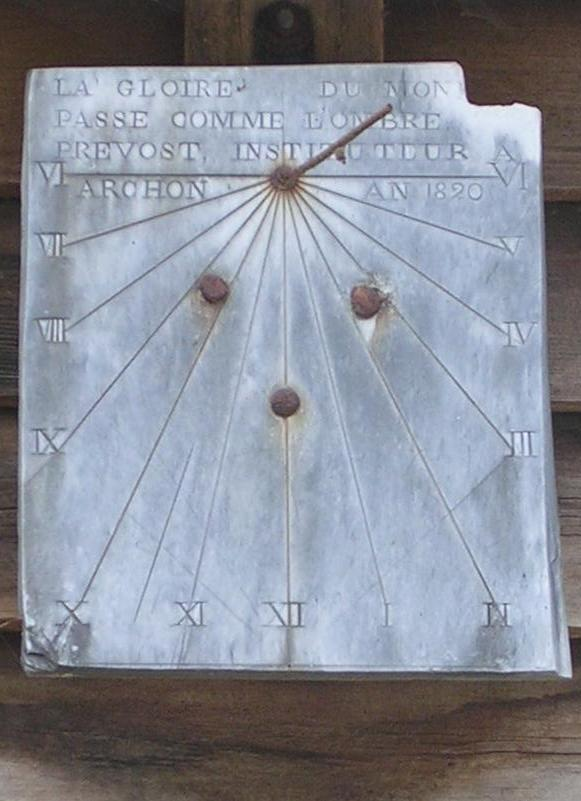
Cadran d'Archon 1820..

### Personnalités liées à la commune
Pierre Antoine Menu (1769 - 1844) Soldat de l'an II à 24 ans. Après avoir combattu 22 ans dans toute l'Europe, il prendra sa retraite en Thiérache, à Beaumé, capitaine d'infanterie et chevalier de la Légion d'honneur.
Né au village d'Archon le 2 novembre 1769, dans une famille de tisserands. Du 22 avril 1793 au 1er septembre 1815, Pierre Antoine fait toute sa carrière militaire au 84e régiment d'infanterie de ligne. Blessé d'un coup de feu sous le téton droit le 26/7/1812 à Koukoviaczi près de Vitepsk, Bataille d'Ostrovno, il ne quitte l'armée qu'à la chute de l'Empire. Mort à Beaumé, le 15 janvier 1844. La stèle de sa sépulture existe toujours.
Marcel Cury (1891 - 1984) agriculteur et historien, auteur avec le Dr Georges Railliet du Glossaire d'Archon, Rozoy sur Serre et Parfondeval et de nombreux articles parus notamment dans Linguistique Picarde.

## Pour approfondir